# دوقة روسيا الكبرى كيرا كيريلوفنا
كيرا كيريلوفنا من روسيا (9 مايو 1909 - 8 سبتمبر 1967) الابنة الثانية لدوق روسيا الأكبر كيريل فلاديميروفيتش وفيكتوريا ميليتا أميرة ساكس-كوبورج وغوتا. تزوجت من الأمير لويس فرديناند من بروسيا، حفيد الإمبراطور الألماني الأخير فيلهلم الثاني.

## نشأتها
ولدت الدوقة الروسية الكبرى كيرا كيريلوفنا في 9 مايو 1909 في منزل والديها في شارع هنري مارتن في باريس. سميت تيمنًا بوالدها، وكانت الطفلة الثانية لكيريل فلاديميروفيتش، دوق روسيا الأكبر، وزوجته فيكتوريا ميليتا أميرة ساكس كوبورج وغوتا. عاش والداها في المنفى لأن زواجهما لم يوافق عليه القيصر نيكولاس الثاني لأنهما كانا أولاد عمومة. حظرت الديانة الروسية الأرثوذكسية زواج أبناء العمومة من الدرجة الأولى، لذلك أُجبروا على العيش في الخارج. بالإضافة إلى ذلك، طلقت والدتها زوجها السابق، إرنست لودفيغ، دوق هيسن الأكبر، شقيق الإمبراطورة ألكسندرا فيودوروفنا.
بعد ولادة كيرا بوقت قصير، أعاد القيصر نيكولاس الثاني والديها إلى حظوته، وفي مايو 1910، عادت العائلة إلى روسيا. استقروا في منزل كافاليير في تسارسكوي سيلو حيث كان والدها، وهو نقيب في البحرية الروسية، مُلحقًا بأكاديمية بحرية قريبة. تمتعت كيرا وشقيقتها الكبرى ماريا بطفولة مميزة. كان لديهما مربية إنجليزية وتعلمتا اللغات التي يتحدث بها عائلة رومانوف: الروسية، والإنجليزية، والفرنسية، والألمانية.
قضت كيرا سنواتها الأولى في رفاهية في قصر والدها في 13 شارع غلينكا في سانت بطرسبرغ، حيث استقبل والداها ضيوفهما ببذخ. خرجت بنزهات عائلية مع جدتها في قصر فلاديمير الفخم وفي الصيف في فيلا فلاديمير في تسارسكوي سيلو.

## الحرب العالمية الأولى والثورة الروسية
قضت الأسرة صيف عام 1914 على يختها في خليج فنلندا وكانوا في ريغا عندما اندلعت الحرب. خلال الحرب العالمية الأولى، عمل والد كيرا قائدًا لوحدة من الحرس البحري، بينما أشرفت والدتها على سيارة إسعاف آلية. عند اندلاع الثورة الروسية، سار والد كيرا إلى قصر تاوريد على رأس الحرس البحري قبل تشكيل الحكومة الروسية المؤقتة.
بعد الثورة الروسية عام 1917، بقيت العائلة تعيش في قصرها وسط الاضطرابات. في يونيو، حصل والد كيرا على إذن من الحكومة المؤقتة للانتقال إلى فنلندا. تذكر كيرا، البالغة من العمر ثمانية أعوام، أنهم ركبوا قطارًا عامًا. تتذكر قائلة: «لأول مرة لم يكن هناك مظاهر ملكية... مثل السجاد الأحمر، ووسائل الراحة الخاصة، وما إلى ذلك». في فنلندا، عاشت العائلة في هايكو مانور، بورفو. بعد شهر، أنجبت والدتها البالغة من العمر 40 عامًا ولدا أسمته فلاديمير. انتظرت العائلة في فنلندا، على أمل أن يهزم الحرس الأبيض البلاشفة وأن يتمكنوا من العودة إلى روسيا. عاشت الأسرة في ظروف قاسية، مع نقص في المواد الغذائية والوقود والمال. كانت كيرا، البالغة من العمر تسع سنوات آنذاك، تستمتع بالمشي لمسافات طويلة بحثًا عن الفطر، وتُمتع نفسها بالذهاب إلى السينما كل يوم جمعة. ذكرت فيما بعد الشعور بالحنين إلى الوطن والملل. بقيت عائلة الدوق الأكبر كيريل في فنلندا حتى مايو 1920.

## عائلة
غادرت الأسرة في النهاية فنلندا وتوجهت أولًا إلى كوبورج ثم إلى سان برياك بفرنسا. ولدت كيرا بلقب أميرة روسيا كيرا كيريلوفنا، لكن والدها منحها لاحقًا لقب «الدوقة الكبرى» عندما أعلن نفسه وصيًا على العرش في عام 1924. كيرا ذات الشعر الأشقر، والعيون الزرقاء، والحيوية العالية والمباشرة، تمتعت أيضًا بمزاج معتدل. كانت ذكية وفضولية ومهتمة بالفنون مثل والدتها التي عملت معها في استوديو الفنون في سان برياك. كثيرًا ما زارت كيرا أبناء عمومتها في العديد من البلاطات الملكية أو حضرت حفلات منزلية في المملكة المتحدة.
واجهت الدوقة الكبرى كيرا بعض الصعوبة في العثور على زوج مناسب. اهتمت بألفونسو من إسبانيا، أمير أستورياس، ابن ألفونسو الثالث عشر من إسبانيا، والمصاب بالناعور، لكنها أصيبت بخيبة أمل عندما أظهر الأمير اهتمامًا أكبر بإحدى بنات الأمير نيكولاس من اليونان. لاحقًا، أغرِمت بالأمير قسطنطين «تيدي» سوتزو، الأرستقراطي الروماني. رفضت ابنة عمها كارول الثانية من رومانيا السماح بالزواج لأسباب سياسية. أخيرًا، تزوجت كيرا من لويس فرديناند من بروسيا عام 1938. ربيا عائلة مكونة من أربعة أبناء وثلاث بنات في قرية بالقرب من بريمن بألمانيا.
كان أطفالها:
الأمير فريدريش فيلهلم من بروسيا (9 فبراير 1939 - 29 سبتمبر 2015)، تزوج فالترود فريداغ في 22 أغسطس 1967 وتطلقا في عام 1975. لديهما ابن وستة أحفاد. تزوج من إيرينغارد فون ريدن في 23 أبريل 1976 وتطلقا في عام 2004. أنجبا ثلاثة أطفال وحفيد واحد. تزوج مرة أخرى من سيبيل كريتشمر في 23 مارس 2004.
الأمير فيليب كيريل فريدريش فيلهلم موريتز بوريس تانكو من بروسيا (مواليد 1968). تزوج من آنا كريستين سولتاو (مواليد 1968) في 2 يوليو 1994 وأطفاله:
الأمير بول فيلهلم فيليب فريدريش ألويس يوهانس موس (مواليد 10 أبريل 1995).
الأميرة ماري لويس آنا فيليبا جولي مارغريت إليزابيث (مواليد 12 مارس 1997).
الأميرة إليزابيث كريستين فيلين سيسيلي أنغريت سولومي ماريا (مواليد 16 ديسمبر 1998).
الأميرة آنا صوفي فيلا فيلهيلمين أميلي إليزابيث ماريا (مواليد 26 مارس 2001).
الأميرة جوهانا أميلي كيرا فيليبا روز إليزابيث ماريا (مواليد 10 سبتمبر 2002).
الأمير تيموثيوس فريدريش (مواليد 9 يونيو 2005).
الأمير فريدريش فيلهلم لودفيغ فرديناند كيريل من بروسيا (مواليد 1979). تزوج من آنا كاثرينا فراين (البارونة) فون سالزا وليشتيناو (مواليد 1981) في 30 أبريل 2009 ولديه طفلان:
الأمير فريدريش فيلهلم (مواليد 2012).
الأميرة شارلوت
الأميرة فيكتوريا-لويز كيرا إرينغارد أميرة بروسيا (مواليد 1982). تزوجت من الأمير الوريث فرديناند من لينين (مواليد 1982) في 16 سبتمبر 2017 وأنجبا ابنتين:
ألكسندرا فيكتوريا لويز إيرينغارد برينزيسين أميرة لينينغن (مواليد 28/29 فبراير 2020).
فيودورا أميرة لينينغن (مواليد 16 أغسطس 2021).
الأمير يواكيم ألبريشت برنارد كريستيان إرنست من بروسيا (مواليد 1984). تزوج من أنجلينا غرافن كونتيسة سولمز-لوباتش (مواليد 1983) في 29 يونيو 2019 وأنجب منها طفلان:
الأميرة جورجينا من بروسيا (مواليد 2018)
الأمير قزوين فريدريك يواكيم ألبريشت من بروسيا (مواليد 2021).
الأمير مايكل بروسيا (22 مارس 1940 - 3 أبريل 2014)، تزوج من يوتا يورن في 23 سبتمبر 1966 وتطلقا في عام 1982. كان لديهما ابنتان وحفيدان. تزوج بيرجيت دالويتز فيغنر في 23 يونيو 1982.
الأميرة ماري سيسيل من بروسيا (ولدت في 28 مايو 1942)؛ تزوجت من الدوق فريدريش أوغست من أولدنبورغ في 3 ديسمبر 1965 وتطلقا في 23 نوفمبر 1989. لديهما ثلاثة أبناء وثمانية أحفاد.
أميرة بروسيا كيرا (27 يونيو 1943 - 10 يناير 2004)؛ تزوجت من توماس ليبسنر في 10 سبتمبر 1973 وتطلقا في عام 1984. وأنجبا ابنة واحدة وحفيدتين.
لويس فرديناند، أمير بروسيا بالوراثة (25 أغسطس 1944 - 11 يوليو 1977)؛ تزوج من الكونتيسة دوناتا من كاستل رودينهاوزن في 23 مايو 1975. ولهما طفلان (أحدهما جورج فريدريش أمير بروسيا) وأربعة أحفاد.
الأمير كريستيان سيغيسموند من بروسيا (مواليد 14 مارس 1946)، تزوج من الكونتيسة نينا ريفينتلو في 29 سبتمبر 1984. لديهما طفلان ولديه أيضًا ابنة أخرى.
الأميرة زينيا من بروسيا (9 ديسمبر 1949 - 18 يناير 1992)، تزوجت بير إدوارد ليثاندر في 27 يناير 1973 وتطلقا في عام 1978. وأنجبا ولدين وستة أحفاد.